# Volby do Grónského parlamentu 2021
| Výsledky          | Výsledky          | Výsledky | Výsledky | Výsledky |
| ----------------- | ----------------- | -------- | -------- | -------- |
| strana            |                   |          |          | %        |
| Inuit Ataqatigiit | Inuit Ataqatigiit |          | 37,42    | 37,42    |
| Siumut            | Siumut            |          | 30,10    | 30,10    |
| Partii Naleraq    | Partii Naleraq    |          | 12,27    | 12,27    |
| Demokraté         | Demokraté         |          | 9,26     | 9,26     |
| Atassut           | Atassut           |          | 7,09     | 7,09     |
| Nunatta Qitornai  | Nunatta Qitornai  |          | 2.41     | 2.41     |
| Strana spolupráce | Strana spolupráce |          | 1,42     | 1,42     |
| Nezávislí         | Nezávislí         |          | 0,03     | 0,03     |

Volby do Grónského parlamentu byly uspořádány v Grónsku 6. dubna 2021 spolu s lokálními volbami. Voleno bylo všech 31 členů parlamentu. Největší stranou se stalo Inuitské společenství (Inuit Ataqatigiit), když získala 12 z 31 křesel. Doposud vládnoucí Pokroková strana (Siumut) skončila druhá s deseti křesly.

## Pozadí
V listopadu 2020 byl předseda vlády Kim Kielsen poražen ve volbách do vedení Pokrokové strany a nahradil jej Eriku Jensenovi. Kielsen však stále vedl vládu. Rostoucí rivalita mezi nimi a neshody ohledně jednoho z největších nalezišť minerálů Kvanefjeld vedly k tomu, že Demokraté opustili koalici. Pokroková strana a Nunatta Qitornai držely pouze 12 z 31 křesel v Grónském parlamentu. Kielsen nedokázal sestavit novou koaliční vládu a parlament hlasoval pro nové volby.
Těžba vzácných zemin byla klíčovým tématem voleb. Opoziční strana Inuitské společenství požadovala moratorium na těžbu uranu, čímž zpochybnila širší projekt těžby vzácných zemin, zatímco doposud vládnoucí strana Siumut vyjádřila podporu projektu a jako hlavní důvod uvedla hospodářský růst.

## Volební systém
31 členů grónského parlamentu je voleno poměrným systémem v jednom celostátním volebním obvodu. Na rozdělení křesel je používána D'Hondtova metoda.

## Strany
| Volební lídr |               |                            |              |                    |                    |                    |                   |
| Erik Jensen  | Múte B. Egede | Randi Vestergaard Evaldsen | Hans Enoksen | Aqqalu Jerimiassen | Vittus Qujaukitsoq | Tillie Martinussen |                   |
| Strana       | Siumut        | Inuit Ataqatigiit          | Demokraté    | Partii Naleraq     | Atassut            | Nunatta Qitornai   | Strana spolupráce |

## Volební průzkumy
| Datum             | Pokroková strana | Inuitské společenství | Demokraté | Naleraq | Atassut | Nunatta Qitornai | Strana spolupráce |
| ----------------- | ---------------- | --------------------- | --------- | ------- | ------- | ---------------- | ----------------- |
| Duben 2021        | 23.2%            | 36.2%                 | 13.4%     | 16.4%   | 6.5%    | 2.1%             | 2.2%              |
| Duben 2021        | 8                | 12                    | 4         | 5       | 2       | 0                | 0                 |
| Únor 2021         | 29.4%            | 38.4%                 | 11.3%     | 12.2%   | 6.8%    | 1.2%             | 0.7%              |
| Únor 2021         | 9                | 13                    | 3         | 4       | 2       | 0                | 0                 |
| Prosinec 2020     | 31.0%            | 34.5%                 | 12.7%     | 11.0%   | 6.1%    | 2.6%             | 2.1%              |
| Prosinec 2020     | 10               | 12                    | 4         | 3       | 2       | 0                | 0                 |
| Leden 2019        | 28.7%            | 30.6%                 | 21.7%     | 10.3%   | 4.5%    | 2.2%             | 2.5%              |
| Leden 2019        | 10               | 10                    | 7         | 3       | 1       | 0                | 0                 |
| Volby v roce 2018 | 27.4%            | 25.8%                 | 19.7%     | 13.6%   | 6.0%    | 4.1%             | 3.5%              |
| Volby v roce 2018 | 9                | 8                     | 6         | 4       | 2       | 1                | 1                 |

## Výsledky
| Strana                | Hlasů  | %      | +/–    | Křesla | +/– |
| --------------------- | ------ | ------ | ------ | ------ | --- |
| Atassut               | 1,879  | 7.09   | +1.13  | 2      | 0   |
| Strana spolupráce     | 375    | 1.42   | –2.69  | 0      | –1  |
| Demokraté             | 2,452  | 9.26   | –10.43 | 3      | –3  |
| Nezávislí             | 9      | 0.03   | -      | 0      | -   |
| Inuitské společenství | 9,912  | 37.42  | +11.64 | 12     | +4  |
| Partii Naleraq        | 3,249  | 12.27  | –1.28  | 4      | 0   |
| Nunatta Qitornai      | 639    | 2.41   | –1.04  | 0      | –1  |
| Pokroková strana      | 7,971  | 30.10  | +2.66  | 10     | +1  |
| Celkem                | 26,486 | 100.00 | –      | 31     | 0   |
|                       |        |        |        |        |     |
| Platné hlasy          | 26,486 | 97.81  |        |        |     |
| Neplatné hlasy        | 593    | 2.19   |        |        |     |
| Registrovaní voliči   | 41,126 | 65.84  | –6.02  |        |     |